# Calypogeia subintegra
Calypogeia subintegra là một loài rêu tản trong họ Calypogeiaceae. Loài này được (Gottsche, Lindenb. & Nees) Bischl. miêu tả khoa học lần đầu tiên năm 1962.